# 津市立西が丘小学校
津市立西が丘小学校（つしりつにしがおかしょうがっこう）は三重県津市にある公立小学校。

## クリーンアップ計画
2007年8月5日に、児童と保護者らでトイレを綺麗にする「クリーンアップ計画」が行われ、それが中日新聞に取り上げられた。
誰もが敬遠するトイレ掃除をすることで「心を磨こう」という試みだが、便器の清掃の際にゴム手袋や柄の付いたブラシを使用させずに、素手で直接スポンジやサンドペーパーを使用させていたため、ネット上では「不衛生」「菌などの影響があったらどうするつもりか」「素手でなくても心は磨ける」などといった批判の声も上がった。

## 出身有名人
- 川崎貴弘（プロ野球選手、中日ドラゴンズ）
- 福森和歌子（衆議院議員）